# Karl von Welcker
Karl Welcker, ab 1909 Ritter von Welcker (* 18. Mai 1852 in Obermiesau; † Januar 1933 in Meran) war ein deutscher Ministerialrat und Eisenbahndirektionspräsident.

## Leben
Am 16. Mai 1889 kam er als Eisenbahn-Offizialer aus Augsburg in das Oberbahnamt Kempten und wurde hier 1892 Eisenbahn-Sekretär. Als Bezirksingenieur wurde er 1900 Oberingenieur.
1903 wurde er als Regierungsrat bei der Generaldirektion zum Eisenbahnbetriebsdirektor in Bamberg befördert. Drei Jahre später war er Oberregierungsrat und Abteilungsvorstand bei der Generaldirektion und wurde Regierungsdirektor. Im gleichen Jahr wurde er als Ministerialrat im Bayerischen Staatsministerium für Verkehrsangelegenheiten in München Vorstand der Eisenbahnbetriebsdirektion Würzburg.
Mit der Gründung der Eisenbahndirektion Würzburg durch die Königlich Bayerische Staatseisenbahnen Anfang 1907 wurde er Präsident der Eisenbahndirektion und blieb dies bis September 1919. Anschließend ging er in den Ruhestand. 1916 war er Beamter der Eisenbahnverwaltung geworden.
Während der Novemberrevolution 1918 hatte sich eine ca. 100-köpfige rote Matrosenkompanie im Würzburger Bahnhof versammelt und von Welcker hatte sich daher nach Angaben eines Kriminalkommissärs der Räterepublik angeschlossen.
Am 21. August 1920 zog er nach Sulzberg und wohnte 1926 in Kempten.

## Ehrungen
1909 wurde ihm als Ritter des Verdienstordens der Bayerischen Krone die Ritterklasse Ritter von Welcker als persönlicher Adel zugesprochen. Im gleichen Jahr wurde ihm der Kronen-Orden II. Klasse verliehen.
1912 erhielt er den Verdienstorden vom Heiligen Michael II. Klasse und 1917 das Luitpoldkreuz.